# Monongah
Monongah è un comune degli Stati Uniti d'America, nella Contea di Marion, nella Virginia Occidentale.  Nel censimento del 2010 contava 1 044 abitanti.
A Monongah nel 1907 avvenne il più grave disastro minerario della storia americana.